# چاکاس
چاکاس (به اسپانیایی: Chacas) یک منطقهٔ مسکونی در پرو است که در Asunción Province واقع شده‌است. چاکاس ۴۴۷٫۶۹ کیلومتر مربع مساحت دارد ۳٫۳۵۹ متر بالاتر از سطح دریا واقع شده‌است.